# GATA3
La proteína GATA3 es un factor de transcripción codificado en humanos por el gen gata3.
GATA3 pertenece a la familia de factores de transcripción GATA. Esta proteína contiene dos dedos de zinc tipo GATA y juega un importante papel como regulador del desarrollo de linfocitos T, así como en procesos relacionados con el endotelio. GATA3 ha demostrado ser capaz de promover la secreción de IL-4, IL-5 e IL-3 en linfocitos T CD4+ Th2.

## Importancia clínica
Defectos en este gen causan hipoparatiroidismo con sordera sensorineural y displasia renal.

## Interacciones
La proteína GATA3 ha demostrado ser capaz de interaccionar con:
- LMO1[4][5]